# Aston Moore
Aston Llewellyn Moore, född 8 februari 1956, är en före detta friidrottare från Jamaica. Aston tävlade som aktiv idrottare för Storbritannien med huvudgren tresteg. Han är numera tränare. Moore tävlade på Olympiska sommarspelen 1976 men kvalade inte in till finalen.